# 孫景烈
孫景烈（1706年—1782年），字孟扬，一字酉峰，陕西武功人。清朝學者。

## 生平
曾官商州学正。乾隆四年（1739年）中進士，選庶吉士，散館授檢討，後休致。先后主持關中蘭山書院、雩县明道书院。學生數百人。韓城狀元王杰為其入室弟子。
著有《蘭山書院講解》、《易經管窺》、《詩經講義》、《四書講義》、《性理講義》、《酉麓山房存稿》等，撰修《雩縣誌》、《郃陽縣誌》。
《清史稿》收其事跡入儒林傳。